# Битка код Милберга
Битка код Милберга вођена је 24. априла 1547. године током Шмалкалдског рата.

## Битка
Почетком 1547. године Карло V је кренуо са 17.000 пешака и 10.000 коњаника против саксонског изборног кнеза Јохана Фридриха који је са 4000 пешака и 2000 коњаника заузео код Милберга повољан положај на Лаби. Карло је упутио газом преко реке одред од 1000 лаких коњаника и шпанске аркебузире под командом принца Морица Саксонског. Оне су убрзо потисле истурене делове противника. За њима је реку прешла главнина коју је Карло постројио у борбени поредак позади Морицовог одреда. Јохан Фридрих је примио битку и одбио први напад коњице. Међутим, саксонски стрелци су брзо истрошили залихе барута па је њихов отпор нагло ослабио. Коњица Јохана Фридриха је одступила и повукла пешадију. Морицова коњица прелази у напад, разбија Саксонце и натера их у бекство пре ангажовања главнине царске војске. Јохан је заробљен. Након битке код Милберга, Саксонија се морала повући из Шмалкалдског савеза.